# Lorenzo Snow
Lorenzo Snow (Mantua, 3 aprile 1814 – Salt Lake City, 10 ottobre 1901) è stato un presbitero statunitense.
Fu il quinto presidente della Chiesa di Gesù Cristo dei Santi degli Ultimi Giorni (Mormoni) dal 1898 fino alla sua morte. Snow fu l'ultimo presidente della chiesa del diciannovesimo secolo.

## Famiglia
Snow era il quinto figlio e primo maschio di Oliver Snow (18 settembre 1775 Massachusetts - 17 ottobre 1845 Illinois) e Rosetta L. Pettibone (22 ottobre 1778 Connecticut - 12 ottobre 1846 Illinois), residenti a Mantua, Contea di Portage, Ohio, che lasciarono per trasferirsi nel New England per costruire una nuova fattoria fertile nella Connecticut Western Reserve. I fratelli di Snow erano Leonora Abigail Snow (1801–1872), Eliza R. Snow (1804–1887), Percy Amanda Snow (1808–1848), Melissa Snow (1810–1835), Lucius Augustus Snow (nato nel 1819) e Samuel Pearce Snow (nato nel 1821).
A discapito del lavoro in fattoria, la famiglia Snow ci teneva all'educazione e permise a tutti i figli di avere un'istruzione adeguata. Lorenzo finì gli studi all'Oberlin College, che fu in origine fondato dal clero presbiteriano. Snow poi fece la sua vita come insegnante di scuola quando non era impegnato nel servizio alla chiesa.

## Introduzione al mormonismo

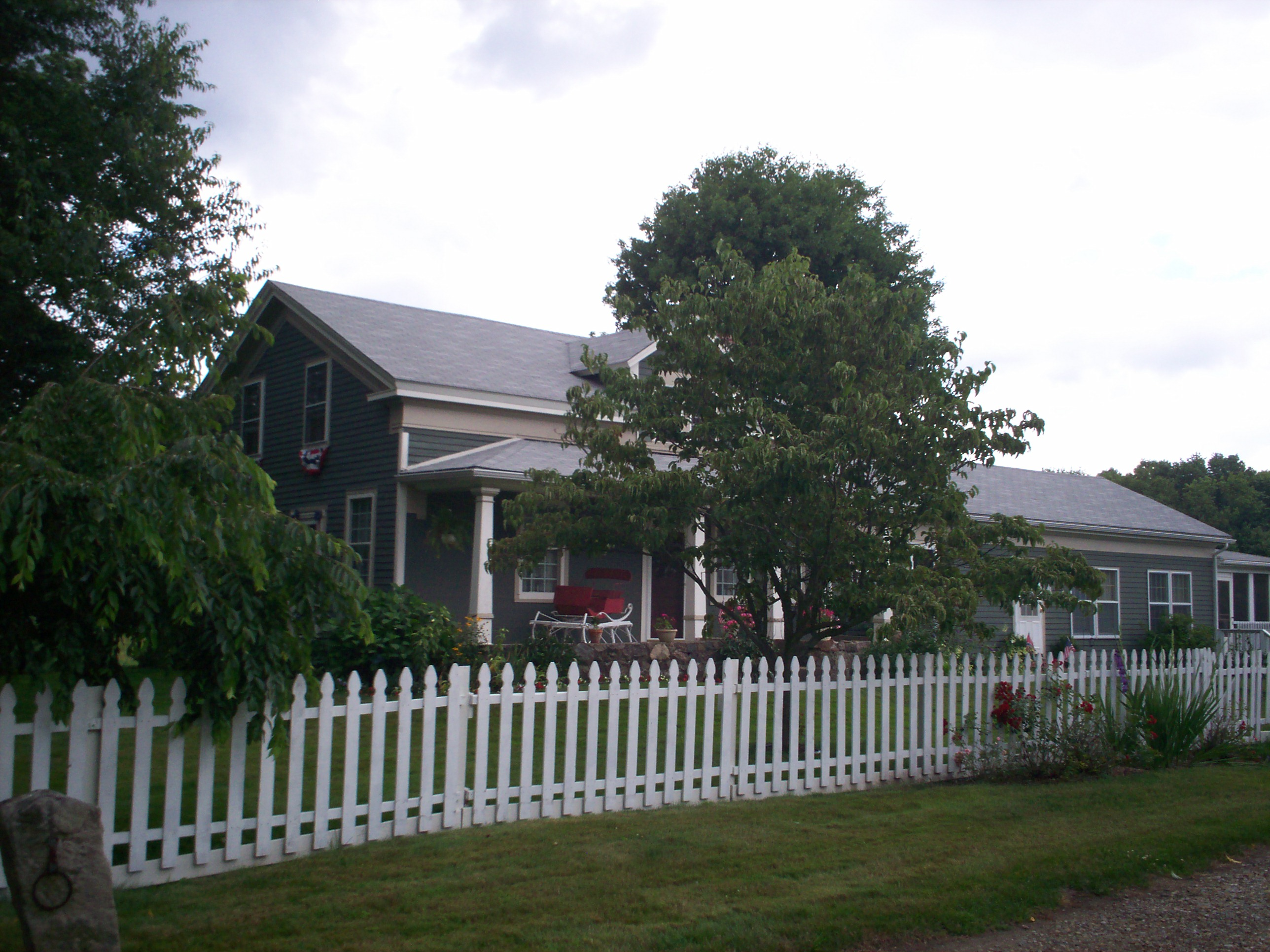
La casa degli Snow a Mantua, Ohio.

Nel 1831, Joseph Smith, Jr., profeta mormone, andò ad abitare a Hiram, a quattro miglia dalla fattoria degli Snow. La famiglia Snow era di fede battista, ma presto si interessò al nuovo movimento religioso. Snow ricordò che aveva letto il Libro di Mormon a casa sua a Mantua e che incontrò Smith a Hiram nel 1831. Dal 1835, la madre di Lorenzo e la figlia maggiore Eliza Roxcy Snow, entrarono nella Chiesa di Cristo. Eliza si trasferì poco dopo nel quartier generale a Kirtland (Ohio), e lavorò come insegnante. Lei, nella sua biografia di Lorenzo, dichiarò di aver favorito il suo interesse per il mormonismo mentre egli era a Oberlin. Lei lo invitò a farle visita e a frequentare la nuova scuola di ebraico fondata dalla chiesa. Durante la sua visita qui, nel giugno 1836, Lorenza fu battezzato da John F. Boynton, un membro del Quorum dei Dodici.

## Primi anni di servizio
Mentre viveva a Kirtland nel 1837, Snow fu chiamato a servire per un breve periodo la missione in Ohio, viaggiando "senza borsa né bisaccia." Quando tornò a Kirtland nel 1838, Snow trovò i seguaci di Smith in tumulto a causa del fallimento della Kirtland Safety Society. Snow e i membri della sua famiglia decisero di trasferirsi nel Missouri nell'estate del 1838 e si unirono all'insediamento mormone vicino a Far West. Snow si ammalò seriamente e fu curato per molte settimane dalla sorella Eliza.
Quando si riprese, Snow lasciò il Missouri per partire in missione in Illinois e Kentucky nell'autunno 1838. Servì la chiesa qui fino al febbraio 1839, quando seppe che i mormoni erano stati espulsi dal loro insediamento in Missouri. Viaggiò verso casa attraverso la zona della sua missione precedente in Ohio. Si sentì male nuovamente e fu curato dai membri della chiesa. Rimase in Ohio, predicando e lavorando con i membri della chiesa fino all'autunno del 1839. Durante l'anno scolastico 1839-40, Snow insegnò a Shalersville, Ohio. Spedì dei soldi alla sua famiglia, che si era stabilita a Nauvoo (Illinois). Li raggiunse nel maggio 1840. Poco dopo il suo arrivo a Nauvoo, Snow fu chiamato ancora a servire in missione, questa volta in Inghilterra. Dopo un difficile viaggio in mare da New York City, Snow incontrò alcuni membri dei Dodici Apostoli che avevano aperto una missione in Gran Bretagna nel 1839, tra cui Brigham Young, Heber C. Kimball, e Parley P. Pratt. Lavorò per un breve periodo nell'area di Manchester e ottenne dei successi a Birmingham, dove battezzò delle persone a Greet's Green e organizzò degli incontri a Wolverhampton. Snow quindi fu assegnato alla presidenza dei membri della chiesa a Londra. Durante la sua amministrazione, i membri della chiesa in città aumentarono da 100 a 400 membri circa. Fu sostituito nella missione da Pratt, che da allora fu presidente di missione in Europa. Snow tornò a casa il 12 aprile 1843, portando con sé 250 convertiti britannici.
Dopo aver fatto visita alla sua famiglia, Snow si trasferì a Lima, a trenta miglia da Nauvoo, per insegnare. Alla fine della primavera del 1844 tornò in Ohio, predicando e battezzando nuovi convertiti e distribuendo le recenti pubblicazioni della chiesa. Lavorò a Cincinnati quando venne a conoscenza della morte di Joseph Smith, Jr. Snow chiuse la sua missione in Ohio e fece ritorno a Nauvoo.
Durante il periodo di disorganizzazione e lo scisma a seguito della morte di Smith, Snow scelse di seguire il Quorum dei Dodici sotto Brigham Young. Nel 1845 Snow fu invitato a lavorare nel Tempio di Nauvoo.

## Mogli e figli
Prima di lasciare Nauvoo, Snow accettò il principio di matrimonio plurimo e prese quattro mogli. Successivamente ne prese altre sette.
- Charlotte Squires (19 novembre 1825 Ohio-25 settembre 1850). Sposata nell'ottobre 1844.
  - Leonora Charlotte Snow (23 gennaio 1847-giugno 1847)
  - Roxcy Armatha Snow (14 dicembre 1848-9 luglio 1931)
- Mary Adaline Goddard (8 marzo 1812 Connecticut - 28 dicembre 1898). Sposata nel 1845.
  - Rosetta Adaline Snow (nata il 7 novembre 1846)
  - Oliver Goddard Snow (nato il 20 febbraio 1849)
  - Isadon Percy Snow (nato il 24 febbraio 1855)
- Sarah Ann Prichard (29 novembre 1826 Ohio - 30 novembre 1900). Sposata il 21 aprile 1845.
  - Eliza Sarah Snow (30 novembre 1847-ottobre 1900)
  - Sylvia Snow (16 gennaio 1850-2 gennaio 1934)
  - Lorenzo Snow (nato il 7 luglio 1853)
  - Parthina Snow (nata il 5 ottobre 1855)
  - Laurin Alvirus Snow (2 dicembre 1863)
  - Alvirua Erastus Snow (2 dicembre 1863-22 aprile 1947)
- Harriet Amelia Squires (13 settembre 1819 Ohio-12 maggio 1890). Sposata il 17 gennaio 1846.
  - Abigail Harriet Snow (16 luglio 1847-9 maggio 1914)
  - Lucius Aaron Snow (11 dicembre 1849-3 ottobre 1921)
  - Amelia Herrietta Snow (15 febbraio 1854-30 ottobre 1854)
  - Alonzo Henry Snow (15 febbraio 1854-1º novembre 1854)
  - Celestia Armeda Snow (2 dicembre 1856-13 marzo 1938)
- Eleanor Houtz (14 agosto 1831 Pennsylvania - 13 settembre 1896). Sposata nel 1848.
  - Amanda Eleanor Snow (19 aprile 1850-21 ottobre 1850)
  - Ida Snow (2 gennaio 1854-15 gennaio 1923)
  - Eugenia Snow (5 luglio 1856-13 gennaio 1946)
  - Alphonzo Houtz Snow (13 ottobre 1858-22 febbraio 1933)
  - Susan Imogene Snow (4 maggio 1861-16 ottobre 1864)
  - Roxey Lana Snow (nata il 22 ottobre 1863)
  - Hortensia Snow (17 luglio 1867-1º febbraio 1940)
  - Chauncey Edgar Snow (nato l'8 luglio 1870)
- Caroline Horton (25 dicembre 1828 Inghilterra - 21 febbraio 1857). Sposata il 9 ottobre 1853.
  - Clarissa Caroline Snow (19 luglio 1854-15 ottobre 1917)
  - Franklin Horton Snow (3 febbraio 1857-2 gennaio 1939)
  - Sarah Augusta Snow (3 febbraio 1857-17 febbraio 1857)
- Mary Elizabeth Houtz (19 maggio 1840 Pennsylvania - 31 maggio 1906). Sposata nel 1857.
  - Lydia May Snow (21 gennaio 1860-22 dicembre 1898)
  - Jacob E. Fitzroy Snow (31 ottobre 1862-2 dicembre 1862)
  - Virginia M. Snow (nata il 30 gennaio 1864)
  - Mansfield Lorenzo Snow (nato l'8 settembre 1866)
  - Mortimer Joseph Snow (nato il 19 novembre 1868)
  - Flora Bell Birdie Snow (19 luglio 1871-23 febbraio 1950)
- Phoebe Amelia Woodruff (4 marzo 1842 Nauvoo (Illinois) - 15 febbraio 1919). Sposata il 4 aprile 1859. Phoebe era la figlia di Wilford Woodruff.
  - Mary Amanda Snow (4 settembre 1860-6 settembre 1860)
  - Leslie Woodruff Snow (6 febbraio 1862-28 novembre 1935)
  - Orion Woodruff Snow (6 settembre 1866-7 marzo 1939)
  - Milton Woodruff Snow (7 febbraio 1868-24 gennaio 1943)
  - Phoebe Augusta Florence Snow (7 agosto 1870-6 febbraio 1964)
- Sarah Minnie Ephramina Jensen (10 ottobre 1856-2 gennaio 1908). Sposata il 12 giugno 1871.
  - Le Roi Clarence Snow (28 agosto 1876-31 dicembre 1962)
  - Minnie Mabelle Snow (23 maggio 1879-3 dicembre 1962)
  - Cora Jean Snow (16 febbraio 1883-11 agosto 1883)
  - Lorenzo Lamont Snow (26 agosto 1885-7 maggio 1954)
  - Rhea Lucile Snow (5 novembre 1896-9 luglio 1976)

## Migrazione nello Utah
Snow e la sua famiglia, con carri e bestiame, si unirono ad un gruppo di emigranti e si spostò lungo il Fiume Mississippi all'interno dell'Iowa nel febbraio 1846. Lungo la strada ad ovest, Snow si ammalò ancora e la famiglia si fermò Mt. Pisgah, Iowa. Tre figli di Snow nacquero nell'accampamento mormone, ma uno di loro non sopravvisse. Snow fu chiamato e presidiare l'organizzazione della chiesa a Mt. Pisgah e si mosse attivamente per procurare soldi per gli emigranti che si spostavano ad ovest. La famiglia di Snow si spostò nella Salt Lake Valley nel 1848.

## Chiamata dei Dodici e missione
Nel 1849 Snow fu chiamato dal Quorum dei Dodici. Fu chiamato insieme Franklin D. Richards, Erastus Snow (un lontano cugino), e Charles C. Rich. Sono stati chiamati a ricoprire i posti vacanti causati dal ristabilimento della Prima Presidenza e dall'apostasia di Lyman Wight.
Poco dopo la chiamata dei Dodici, Snow partì per una missione in Italia e nella Svizzera francese. Dopo mandò missionari in India (1849-1852). Snow fu coinvolto direttamente nella missione in Italia e Svizzera, e visitò anche Malta. Aveva pianificato di visitare l'India, ma varie circostanze impedirono questo viaggio.
Nel 1851, Snow pubblicò un opuscolo dal titolo "La Missione italiana" che riguardava i suoi sforzi in Italia. Fu pubblicato a Londra.
Snow scrisse anche un trattato intitolato "La Voce di Joseph" nel 1850 per facilitare il lavoro dei missionari in Italia. Non fu in grado di trovare qualcuno in grado di tradurlo in italiano, quindi lo inviò ad Orson Pratt, allora presidente della missione in Britannia, perché trovasse qualcuno a Parigi che lo traducesse.
Nel gennaio 1851, Snow andò in Inghilterra e trovò una persona che assunse per tradurre l'intero Libro di Mormon in italiano.
Gli sforzi dei missionari sotto le indicazioni di Snow, soprattutto quelli che egli inviò a Torino, ispirarono un articolo che attaccava i missionari mormoni per minare la Chiesa cattolica sul giornale torinese, L'Armonia. Snow ed i suoi successori non ebbero successo nelle città anche a causa dell'opposizione alle loro attività da parte del governo di Camillo Cavour.

## Attività nello Utah
Al suo ritorno nello Utah, Snow fondò una società chiamata società polisofica per studiare vari aspetti della conoscenza umana. Egli incoraggiò i membri della chiesa di tutte le età ad unirsi in questa organizzanione come predecessore della Young Men's Mutual Improvement Association.
Nel 1853, sotto la direzione del presidente Brigham Young, Snow fondò Brigham City (Utah). L'insediamento aveva iniziato in piccola scala con il nome di "Box Elder". Snow cambiò il nome e spostò la comunità alla vita nel suo nome. Fu anche un sostenitore chiave della Brigham City Cooperative, che fu ispirazione per la ZCMI e per le altre cooperative.
Nel 1864, Snow fu mandato in missione nelle Isole Hawaii. Andò in missione con Ezra T. Benson e Joseph F. Smith. Risposero ad un messaggio di Jonatana Napela e di altri membri della chiesa alle Hawaii che denunciavano l'irregolare amministrazione di Walter Gibson. Mentre era qui, Snow rimase gravemente ferito, ma fu guarito attraverso il ministero dei titolari della sacerdozio.
Qualcuno accusò Snow di aver truccato le elezioni di Thomas Kearns, suo amico e ricco cattolico, al Senato degli Stati Uniti nel 1901. Tuttavia può essere stata una decisione astuta per contribuire a garantire l'assetto nello Utah con l'elezione di un non-mormone.

## Altre attività
- Arrestato e detenuto con l'accusa di convivenza (1885-1886)
- Presidente del quorum dei dodici apostoli (1889-1898)
- Presidente del Tempio di Salt Lake (1893). Snow rimase in questa posizione fino alla sua nomina a presidente della chiesa nel 1898, quando prese il posto di Joseph F. Smith.
- Tra l'aprile 1901 e la sua morte, Snow servì come sovrintendente generale del programma delle Sunday School della chiesa.

## Attività in Idaho
Quando la chiesa si ampliò negli stati circostanti, i membri del Quorum dei Dodici, furono inviati ad altri Stati di assegnazione.
Nel 1888, Snow si trasferì a Rexburg (Idaho). Mentre era lì parlò con i leader del palo che Karl G. Maeser era stato nominato commissario dell'educazione della chiesa e raccomandò di formare un'accademia del palo. I leader locali seguirono le istruzioni di Snow e fondarono quella che sarebbe diventata la Brigham Young University–Idaho.

## Snow alla Corte Suprema degli Stati Uniti
Snow fu portato davanti alla Corte Suprema degli Stati Uniti d'America con l'accusa di poligamia secondo l'Edmunds Act. Alla fine del 1885, Snow fu incriminato da un gran giurì federale per tre capi d'accusa di convivenza illegale. Secondo l'accusa, Snow aveva vissuto con più di una donna per tre anni. La giuria lo condannò a essere recluso per ciascuno di questi anni. Dopo la condanna presentò una petizione per l'habeas corpus nel tribunale distrettuale federale che lo aveva condannato. La petizione fu negata, ma la legge federale gli garantì l'appello alla Corte Suprema. In Ex Parte Snow la Corte Federale invalidò la seconda e la terza condanna per convivenza illegale. Si è riscontrato che la convivenza illegale è un "reato continuo", e quindi che Snow era colpevole al massimo di un reato di convivenza continua con più di una donna per tre anni.

## Azioni come presidente della chiesa
La prima azione degna di nota che fece Lorenzo Snow come presidente della chiesa fu quella di organizzare la Prima Presidenza quasi immediatamente dopo la morte di Wilford Woodruff, e non dopo anni come avevano fatto i suoi predecessori.
Appena iniziò il suo mandato come presidente, Snow dovette affrontare le conseguenze delle battaglie legali con gli Stati Uniti per la pratica della poligamia. Gli uomini che praticavano la poligamia erano stati arrestati e confinati nello Stato dello Utah. Alcuni membri della chiesa mormone non accettarono il Manifesto del 1890 messo davanti a Wilford Woodruff, e ci fu una forte divisione sull'opinione sulla poligamia anche nella gerarchia ecclesiastica.
La chiesa mormone aveva anche seri problemi finanziari, alcuni dei quali erano causati dai problemi legali riguardanti la poligamia. Snow affrontò il problema comprando bond a breve termine per un valore totale di un milione di dollari. Questo fu seguito dall'insegnamento enfatico sul decimo. Fu durante questo periodo che la chiesa adottò il principio del decimo, il pagamento del 10% del proprio reddito, come segno distintivo di appartenenza alla chiesa. Snow indirizzò al Tabernacolo di St. George a St. George (Utah), implorando i mormoni di pagare un decimo del grano, denaro o qualsiasi altra cosa avessero in modo da avere sufficiente pioggia. Dopo molta pazienza e fede, piovve nel sud dello Utah. In breve periodo, la pratica dei membri di pagare un decimo del reddito riportarono i debiti della chiesa ad un livello accettabile.
Snow morì di polmonite a Salt Lake City e alla presidenza gli successe Joseph F. Smith.

## Personaggio di un film
Il ruolo di Lorenzo Snow fu interpretato da Francis L. Urry nel film della chiesa The Windows of Heaven.